# علی مجرشی
علی مجرشی (عربی: علي حسن مجرشي؛ زادهٔ ۱ اکتبر ۱۹۹۹) بازیکن فوتبال اهل عربستان سعودی است.
از باشگاه‌هایی که در آن بازی کرده‌است می‌توان به باشگاه فوتبال الشباب عربستان سعودی، باشگاه فوتبال الاهلی عربستان سعودی، و باشگاه فوتبال الفیصلی عربستان سعودی اشاره کرد.
وی همچنین در تیم‌های ملی فوتبال زیر ۲۳ سال عربستان سعودی، و عربستان سعودی بازی کرده‌است.